# Stanley Buckmaster (1er vicomte Buckmaster)
Pour les articles homonymes, voir Buckmaster.
Stanley Owen Buckmaster, 1er vicomte Buckmaster (9 janvier 1861 - 5 décembre 1934) est un avocat britannique et homme politique du Parti libéral. Il est député pendant la plupart des années de 1906 à 1915, quand il est élevé à la pairie et sert comme Lord Chancelier sous Herbert Henry Asquith de 1915 à 1916.

## Jeunesse et formation
Buckmaster est né le 9 janvier 1861 de John Charles Buckmaster, d'Ashleigh, Hampton Wick, par son épouse Emily Anne Goodliffe. Son père commence sa carrière comme ouvrier agricole pour devenir professeur de chimie à l'Imperial College of Science and Technology. Il fait ses études à la Aldenham School et à Christ Church, à Oxford, où il obtient les honneurs de deuxième classe en mathématiques. Il est admis au Barreau en 1884 au Inner Temple. Commençant par une pratique générale sur le circuit de Midland, il finit par acquérir un grand cabinet de chancellerie. Il est nommé conseiller du roi en avril 1902. La même année, il rejoint Lincoln's Inn.

## Carrière politique
Aux élections générales de 1906, Buckmaster est élu député de Cambridge, remportant le siège des conservateurs avec une majorité de moins de 4%. Aux élections générales de janvier 1910, il perd le siège au profit du conservateur Almeric Paget sur un swing  de 5%. Il se présente de nouveau à Cambridge aux élections de décembre 1910, mais ne fait qu'une petite brèche dans la majorité conservatrice.
Buckmaster retourne aux Communes l'année suivante, lorsqu'il est élu lors d'une élection partielle en octobre 1911 pour le siège libéral sûr de Keighley dans le Yorkshire. Il est fait chevalier en 1913 lors de sa nomination au poste de solliciteur général, et est confortablement réélu lors de l'élection ministérielle partielle.
Il est membre du Conseil du duché de Lancastre et sert sous Herbert Henry Asquith en tant que solliciteur général de 1913 à 1915. Buckmaster est également conseiller juridique de l'Université d'Oxford de 1911 à 1913, directeur du Bureau de la presse de 1914 à 1915 et membre de la Conférence interalliée sur les finances et les fournitures.

## Lord Chancelier
En 1915, Asquith est forcé de former un gouvernement de coalition. Les conservateurs insistent sur la destitution de Lord Haldane en tant que Lord chancelier, et après que John Allsebrook Simon ait refusé le poste, Buckmaster est nommé à la place. Il est admis au Conseil privé et élevé à la pairie comme baron Buckmaster, de Cheddington dans le comté de Buckingham.
Buckmaster est Lord Chancelier pendant seulement dix-huit mois, démissionnant aux côtés d'Asquith en décembre 1916. Son mandat est largement éclipsé par la guerre. Il ne nomme que deux juges de la Haute Cour - Peterson et McCardie - et aucun nouveau conseiller du roi, au motif que l'avocat junior envoyé à la guerre serait désavantagé. En Séance judiciaire, il rend la décision dans Cook c. vs Deeks, une affaire notoire en droit des sociétés. En tant que membre du Cabinet, il participe également à la décision concernant la stratégie de guerre.

## Lord d'appel
Après avoir quitté son poste, Buckmaster continue à siéger judiciairement en tant que Lord of Appeal, sauf pendant un moment où il quitte son travail judiciaire pour aller à la ville de Londres. Dans Bowman c. Secular Society, il soutient qu'une société formée dans le but de contester le christianisme n'est pas illégale. Dans Donoghue c Stevenson, il émet une opinion dissidente contre l'extension de l'obligation de diligence. Il est hautement considéré comme juge par ses collègues: Lord Birkenhead le décrit comme «un juge accompli» et Lord Dunedin  le considère comme le plus grand collègue qu'il avait sur le banc.
Il est ensuite président du conseil d'administration de l'Imperial College of Science and Technology et président du comité d'examen des distinctions politiques entre 1924 et 1929. Il est nommé GCVO en 1930 et créé vicomte Buckmaster, de Cheddington dans le comté de Buckingham, en 1933.
Il est décédé le 5 décembre 1934 à Londres, en Angleterre.

## Famille
Buckmaster épouse Edith Augusta Lewin, fille de Spencer Robert Lewin, en 1889. Leur fille aînée Barbara est la mère de l'homme politique conservateur Hal Miller (en). Buckmaster est mort à Londres en décembre 1934, âgé de 73 ans, et est incinéré au Golders Green Crematorium. Il est remplacé dans ses titres par son fils unique, Owen. Lady Buckmaster est décédée en octobre 1935. Sa nièce, Hilda Buckmaster (en), est également active en politique, se présentant trois fois comme candidate pour le Parti libéral.